# Mistrzostwa Świata Weteranów w Skokach Narciarskich 2007
Mistrzostwa Świata Weteranów w Skokach Narciarskich 2007 – osiemnasta edycja mistrzostw świata weteranów w skokach narciarskich, rozegrana w dniach od 28 lutego do 2 marca w Hinterzarten.

## Medaliści
| Kategoria wiekowa | Złoty medal          | Kraj      | Odl.          | pkt   | Srebrny medal                   | Kraj                   | Odl.                        | pkt                    | Brązowy medal             | Kraj                      | Odl.                      | pkt                       |
| ----------------- | -------------------- | --------- | ------------- | ----- | ------------------------------- | ---------------------- | --------------------------- | ---------------------- | ------------------------- | ------------------------- | ------------------------- | ------------------------- |
| K-30              |                      |           |               |       |                                 |                        |                             |                        |                           |                           |                           |                           |
| Klasa 10 (75–79)  | John Eidem           | Norwegia  | 13,5 m 15,0 m | 93,2  | Wystartował 1 zawodnik          | Wystartował 1 zawodnik | Wystartował 1 zawodnik      | Wystartował 1 zawodnik | Wystartował 1 zawodnik    | Wystartował 1 zawodnik    | Wystartował 1 zawodnik    | Wystartował 1 zawodnik    |
| Klasa 9 (70–74)   | Aarne Kusima         | Finlandia | 30,0 m 27,0 m | 188,9 | Richard Diess                   | Austria                | 24,0 m 25,0 m               | 178,3                  | Janken Hallström          | Szwecja                   | 21,0 m 21,0 m             | 152,4                     |
| Klasa 8 (65–69)   | Ingvart Thornängen   | Szwecja   | 28,0 m 23,0 m | 187,7 | Feliks Airopetov                | Rosja                  | 26,5 m 22,0 m               | 176,7                  | Kare Holmen               | Norwegia                  | 22,0 m 23,5 m             | 166,1                     |
| Klasa 7 (60–64)   | Sigmund Stenberg     | Norwegia  | 28,0 m 27,0 m | 202,0 | Jan - Willy Oskal               | Norwegia               | 25,0 m 27,5 m               | 195,0                  | Reidar Finnanger          | Norwegia                  | 26,0 m 27,5 m             | 194,7                     |
| Klasa 6 (55–59)   | Johannes Orschel     | Niemcy    | 26,5 m 28,5 m | 208,0 | Sindre Helland                  | Norwegia               | 25,5 m 27,5 m               | 194,1                  | Väinö Kajalainen          | Finlandia                 | 26,0 m 25,5 m             | 193,3                     |
| Klasa 5 (50–54)   | Odd Erik Nordsteien  | Norwegia  | 27,5 m 26,5 m | 205,8 | Arnt Katho Eidem Pekka Korhonen | Norwegia · Finlandia   | 25,0 m 27,0 m 27,0 m 27,5 m | 190,4                  | X                         | X                         | X                         | X                         |
| Klasa 4 (45–49)   | Jürgen Stielow       | Niemcy    | 27,5 m 29,5 m | 208,9 | Stein Arne Hoel                 | Norwegia               | 25,0 m 25,5 m               | 184,6                  | Svein Erik Roenning       | Norwegia                  | 25,0 m 25,0 m             | 180,5                     |
| Klasa 3 (40–44)   | Kristof Gaspric      | Słowenia  | 29,0 m 28,5 m | 211,0 | Pietro Nilsson                  | Szwecja                | 27,5 m 28,5 m               | 210,2                  | Peter Slatnar             | Słowenia                  | 27,0 m 28,5 m             | 206,1                     |
| Klasa 2 (35–39)   | Stefan Schwab        | Niemcy    | 28,5 m 28,0 m | 209,3 | Sven Langvenus                  | Niemcy                 | 27,0 m 27,5 m               | 200,4                  | Mirko Pfeiffer            | Niemcy                    | 26,5 m 27,5 m             | 200,3                     |
| Klasa 1 (30–34)   | Tobias Ostermann     | Niemcy    | 28,5 m 28,5 m | 212,9 | Roland Göschl                   | Niemcy                 | 26,5 m 28,0 m               | 198,9                  | Stephan Kupke             | Niemcy                    | 25,5 m 27,0 m             | 194,5                     |
| Klasa 0 (29–25)   | Tamas Kelemen        | Węgry     | 16,5 m 17,0 m | 115,2 | Wystartował 1 zawodnik          | Wystartował 1 zawodnik | Wystartował 1 zawodnik      | Wystartował 1 zawodnik | Wystartował 1 zawodnik    | Wystartował 1 zawodnik    | Wystartował 1 zawodnik    | Wystartował 1 zawodnik    |
| K-70 (I)          |                      |           |               |       |                                 |                        |                             |                        |                           |                           |                           |                           |
| Klasa 9 (70–75)   | Richard Diess        | Austria   | 45,5 m X      | 26,6  | Wystartował 1 zawodnik          | Wystartował 1 zawodnik | Wystartował 1 zawodnik      | Wystartował 1 zawodnik | Wystartował 1 zawodnik    | Wystartował 1 zawodnik    | Wystartował 1 zawodnik    | Wystartował 1 zawodnik    |
| Klasa 8 (65–69)   | Ingvart Thornängen   | Szwecja   | 54,0 m 47,0 m | 120,2 | Martti Lamminpää                | Finlandia              | 41,5 m 40,5 m               | 73,9                   | Don West                  | Stany Zjednoczone         | 31,0 m 25,0 m             | 10,7                      |
| Klasa 7 (60–64)   | Antti Kokkonen       | Finlandia | 54,5 m 52,0 m | 140,8 | Aatto Lamminpää                 | Finlandia              | 54,0 m 47,5 m               | 132,3                  | Jan - Willy Oskal         | Norwegia                  | 54,5 m 46,0 m             | 124,1                     |
| Klasa 6 (55–59)   | Anton Zapf           | Niemcy    | 71,5 m 57,5 m | 190,3 | Björn Knutsen                   | Norwegia               | 65,0 m 62,0 m               | 189,9                  | Knut Sörlien              | Norwegia                  | 56,5 m 58,5 m             | 164,0                     |
| Klasa 5 (50–54)   | Arsi Sjörgren        | Finlandia | 69,0 m 75,5 m | 228,4 | Olaf Hage                       | Norwegia               | 69,0 m 66,0 m               | 211,0                  | Mikhail Pirozhkov         | Rosja                     | 62,0 m 65,0 m             | 184,4                     |
| Klasa 4 (45–49)   | Rauno Komulainen     | Finlandia | 65,5 m 67,0 m | 206,5 | Per Ole Vik                     | Norwegia               | 67,0 m 66,5 m               | 204,7                  | Veijo Stranden            | Finlandia                 | 75,5 m 68,0 m             | 203,7                     |
| Klasa 3 (40–44)   | Geir Rune Lislegaard | Norwegia  | 69,5 m X      | 110,4 | Oyvind Villesvik                | Norwegia               | 69,0 m X                    | 108,8                  | Seppo Kinnunen            | Finlandia                 | 68,5 m X                  | 106,2                     |
| Klasa 2 (35–39)   | Marco Gohlke         | Niemcy    | 77,5 m X      | 129,0 | Bruno Reuteler                  | Szwajcaria             | 73,0 m X                    | 119,1                  | Terje Olav Valle          | Norwegia                  | 71,5 m X                  | 111,8                     |
| Klasa 1 (30–34)   | Jens Greiner - Hiero | Niemcy    | 70,0 m, X     | 110,5 | Tobias Ostermann                | Niemcy                 | 68,0 m X                    | 106,6                  | Jari Putkinen             | Finlandia                 | 67,5 m X                  | 105,5                     |
| Klasa 0 (25–29)   | Meinrad Hofmeier     | Niemcy    | 76,0 m X      | 124,2 | Sven Kühn                       | Niemcy                 | 72,0 m X                    | 115,4                  | Michael Ochsner           | Szwajcaria                | 70,0 m X                  | 110,0                     |
| K-95 K-70 (II)    |                      |           |               |       |                                 |                        |                             |                        |                           |                           |                           |                           |
| Klasa 8 (65–69)   | Martti Lamminpää     | Finlandia | 42,5 m 41,5 m | 76,3  | Don West                        | Stany Zjednoczone      | 36,0 m 37,0 m               | 52,1                   | Wystartowało 2 zawodników | Wystartowało 2 zawodników | Wystartowało 2 zawodników | Wystartowało 2 zawodników |
| Klasa 7 (60–64)   | Aatto Lamminpää      | Finlandia | 55,5 m 55,0 m | 150,6 | Antti Kokkonen                  | Finlandia              | 53,0 m 50,0 m               | 128,6                  | Dag Tessem                | Norwegia                  | 49,5 m 45,0 m             | 108,4                     |
| Klasa 6 (55–59)   | Björn Knutsen        | Norwegia  | 58,5 m 60,0 m | 166,7 | Knut Sörlien                    | Norwegia               | 57,0 m 59,5 m               | 163,3                  | Rune Tulluan              | Norwegia                  | 52,0 m 56,0 m             | 142,1                     |
| Klasa 5 (50–54)   | Arsi Sjörgren        | Finlandia | 70,0 m 68,0 m | 213,6 | Olaf Hage                       | Norwegia               | 61,5 m 59,0 m               | 176,1                  | Stein Johannesen          | Norwegia                  | 63,5 m 65,5 m             | 175,8                     |
| Klasa 4 (45–49)   | Veijo Stranden       | Finlandia | 71,5 m 71,0 m | 221,5 | Rauno Komulainen                | Finlandia              | 68,5 m 65,0 m               | 206,2                  | Per Ole Vik               | Norwegia                  | 60,5 m 65,0 m             | 185,6                     |
| Klasa 3 (40–44)   | Oyvind Villesvik     | Norwegia  | 76,0 m 74,5 m | 251,1 | Ove Fredheim                    | Norwegia               | 70,0 m 68,5 m               | 216,7                  | Seppo Kinnunen            | Finlandia                 | 73,5 m 72,5 m             | 213,7                     |
| Klasa 2 (35–39)   | Terje Olav Valle     | Finlandia | 71,5 m 69,0 m | 219,6 | Marco Gohlke                    | Niemcy                 | 68,0 m 69,5 m               | 218,5                  | Bruno Reuteler            | Szwajcaria                | 69,0 m 63,5 m             | 205,5                     |
| Klasa 1 (30–34)   | Gido Windisch        | Niemcy    | 68,5 m 67,0 m | 207,1 | Jens Greiner - Hiero            | Niemcy                 | 68,0 m 67,0 m               | 206,5                  | Jari Putkinen             | Finlandia                 | 65,5 m 63,5 m             | 196,3                     |
| Klasa 0 (25–29)   | Meinard Hofmeier     | Niemcy    | 76,5 m 72,0 m | 241,7 | Michael Ochsner                 | Szwajcaria             | 68,0 m 68,5 m               | 215,3                  | Thomas Krause             | Niemcy                    | 70,5 m 68,0 m             | 214,2                     |

## Statystyka
| Miejsce | Kraj              | Złoto | Srebro | Brąz | Razem |
| ------- | ----------------- | ----- | ------ | ---- | ----- |
| 1.      | Niemcy            | 10    | 6      | 3    | 19    |
| 2.      | Finlandia         | 9     | 5      | 6    | 20    |
| 3.      | Norwegia          | 6     | 11     | 10   | 27    |
| 4.      | Szwecja           | 2     | 1      | 1    | 4     |
| 5.      | Austria           | 1     | 1      | 0    | 2     |
| 6.      | Słowenia          | 1     | 0      | 1    | 2     |
| 7.      | Węgry             | 1     | 0      | 0    | 1     |
| 8.      | Szwajcaria        | 0     | 2      | 2    | 4     |
| 9.      | Rosja             | 0     | 1      | 1    | 2     |
| 9.      | Stany Zjednoczone | 0     | 1      | 1    | 2     |